# Paradoxapseudes bermudeus
Paradoxapseudes bermudeus is een naaldkreeftjessoort uit de familie van de Apseudidae. De wetenschappelijke naam van de soort is voor het eerst geldig gepubliceerd in 1980 door Bacescu.